# The Big Shave
The Big Shave − 6-minutowy film krótkometrażowy z 1967 roku w reżyserii Martina Scorsese. Film znany jest także pod tytułem Viet '67.
Peter Bernuth wystąpił w roli golącego się mężczyzny, który wielokrotnie goli owłosienie, następnie skórę w niezwykle obrazowej i stopniowo coraz bardziej krwawej scenie w łazience. Według wielu krytyków obraz ten to metafora samoniszczącego zaangażowania Stanów Zjednoczonych w wojnę w Wietnamie (wspomnianą w alternatywnym tytule filmu).